# Айкашев, Кузьма Иванович
Кузьма Иванович Айкашев (1890 — 15.03.1971, Верхнеуральск), участник Гражданской войны, тракторостроитель, стахановец, депутат Верховного Совета СССР 1-го созыва (1938—1946).

## Биография
Участник Первой мировой войны (3-й Сибирский стрелковый полк 1-й Сибирской стрелковой дивизии 1-го Сибирского армейского корпуса).
Кузнец, бригадир на ЧТЗ имени Сталина. С 15 марта 1938 года председатель Тракторозаводского райисполкома (Челябинск).

### Политическая деятельность
Был избран депутатом Верховного Совета СССР 1-го созыва от Челябинской области в Совет Союза в результате выборов 12 декабря 1937 года.